# Wappingers Falls
Wappingers Falls – wieś w Stanach Zjednoczonych, w stanie Nowy Jork, w hrabstwie Dutchess.